# Rou-Marson

Rou-Marson este o comună în departamentul Maine-et-Loire, Franța. În 2009 avea o populație de 682 de locuitori.